# Saison 15 d'Alerte Cobra
Chronologie
Saison 14 Saison 16
Cet article présente le guide des épisodes la quinzième saison de la série télévisée Alerte Cobra.

## Distribution

### Acteurs principaux
- Erdoğan Atalay : Sami Gerçan (inspecteur)
- Christian Oliver : Jan Richter (inspecteur)

### Acteurs récurrents
- Charlotte Schwab : Anna Angalbert (chef de service)
- Carina Wiese : Andréa Schäffer (secrétaire)
- Dietmar Huhn : Henri Granberger (brigadier)
- Gottfried Vollmer : Boris Bonrath (brigadier)
- Siggi H : Siggi Müller (brigadier)
- Niels Kurvin : Armand Freund (police scientifique)

## Diffusion
En Allemagne, la saison a été diffusée du 18 mars 2004 au 15 mai 2004, sur RTL Television.
En France, la saison a été diffusée du 25 janvier 2004 au 12 mars 2006 sur TF1. À noter que TF1 diffusait aléatoirement les épisodes.

## Épisodes

### Épisode 1:Les amateurs
- Allemagne : 18 mars 2004 sur RTL Television
- France : 15 février 2004 sur TF1

### Épisode 2:Couverture diplomatique
- Allemagne : 25 mars 2004 sur RTL Television
- France : 29 janvier 2006 sur TF1

### Épisode 3:Les gentlemen cambrioleurs
- Allemagne : 1er avril 2004 sur RTL Television
- France : 25 janvier 2004 sur TF1

Lors d'une course de chevaux, Heinrich Lisizki, un gentleman de la vieille école, flirte avec Monika, la caissière du guichet des paris. C'est alors qu'un vol se produit. Heinrich parvient à empêcher les braqueurs de partir avec l'argent. Jan et Sami se lancent à la poursuite des criminels sur l'autoroute, mais échouent à les arrêter. Ils sont ensuite chargés d'enquêter sur le braquage.

### Épisode 4:Prise pour cible
- Allemagne : 8 avril 2004 sur RTL Television
- France : 22 janvier 2006 sur TF1

### Épisode 5:Sabotage
- Allemagne : 8 avril 2004 sur RTL Television
- France : 7 mars 2004 sur TF1

### Épisode 6:La liste noire
- Allemagne : 22 avril 2004 sur RTL Television
- France : 12 février 2006 sur TF1

### Épisode 7:Sous couverture
- Allemagne : 29 avril 2004 sur RTL Television
- France : 1er février 2004 sur TF1

### Épisode 8:Ennemi intime
- Allemagne : 6 mai 2004 sur RTL Television
- France : 12 mars 2006 sur TF1

### Épisode 9:Tentative d'intimidation
- Allemagne : 15 mai 2004 sur RTL Television
- France : 19 février 2006 sur TF1